# Josef Rickfelder
Josef Rickfelder (* 25. Oktober 1951 in Rinkerode) ist ein deutscher Polizeibeamter und Politiker (CDU).
Josef Rickfelder absolvierte eine Ausbildung zum Rechtsanwalts- und Notargehilfen und wechselte anschließend 1969 in den nordrhein-westfälischen Polizeidienst.
Rickfelder trat 1988 in die CDU ein. Seit 1998 ist er Abgeordneter im Stadtrat von Münster. Er zog bei der Landtagswahl 2010 als direkt gewählter Abgeordneter (Wahlkreis Münster I) in den Landtag von Nordrhein-Westfalen ein. Bei der vorgezogenen Landtagswahl 2012 verlor Rickfelder sein Mandat. Ab Januar 2017 war er als Nachrücker erneut Landtagsabgeordneter für den ausgeschiedenen Wilhelm Droste. Dem 2017 gewählten Landtag gehört er nicht mehr an.